# Buchnera geminiflora
Buchnera geminiflora är en snyltrotsväxtart som beskrevs av D. Philcox. Buchnera geminiflora ingår i släktet Buchnera och familjen snyltrotsväxter. Inga underarter finns listade i Catalogue of Life.